# 大越通史
《大越通史》（越南语：／），又稱《黎朝通史》（越南语：／），是越南一部紀傳體斷代史著作。越南后黎朝黎貴惇編纂，書成於景興十年。

## 內容
《大越通史》體例上屬於紀傳體，有黎貴惇所作序和凡例。本書首先為黎太祖至黎恭皇歷代皇帝立本紀，其次又撰寫了《藝文志》等志，再次為后妃、帝系、功臣、儒林、節義、高士、烈女、方技、外戚、佞臣、奸臣、逆臣分別立傳。

## 流傳情況
本書現存各版本皆不是全本。本紀部分只有太祖本紀完好無缺，恭皇本紀殘餘部分；志則只存《藝文志》；列傳部分則殘存部分後妃傳、帝系傳、功臣傳和逆臣傳。本書在越南曾多次翻譯出版。2007年，越南教育出版社出版《黎貴惇全集》，第一集即是《大越通史》，包括太祖本紀和逆臣傳中的莫登庸傳、莫登瀛傳、莫福海傳、莫福源傳、莫茂洽傳、莫敬典傳。